# Truy sát (phim 2012)
Truy sát (tựa gốc: Angels) là một phim hành động Thái Lan năm 2012 do Wych Kaosayananda đạo diễn và viết kịch bản, sản xuất bởi Douglas Nam James Scott và xưởng phim Kads Entertainment. Phim có sự tham gia của Sahajak Boonthanakit, Dustin Nguyễn, Gary Daniels và Bebe Phạm. Phim do BHD Star phân phối tại Việt Nam và công chiếu ngày 23 tháng 11 năm 2012.

## Nội dung
Phim kể về hành trình báo thù của một người cha khi hay tin con gái bị chết thảm nơi đất khách quê người. Tại xứ sở chùa Vàng, khi Peter (Sahajak Boonthanakit) - một Cảnh sát cao cấp của Hoàng gia Thái Lan phát hiện xác chết của một cô gái trẻ trong tình trạng bị trói và khỏa thân trên sông Chao Praya. Là một người cha, từng có con gái bị bắt cóc và giết chết, khi nhìn thấy cảnh tượng này, nỗi đau của Peter lại trỗi dậy. Tuy nhiên, Peter còn kinh ngạc hơn khi cô gái xấu số này lại chính là Angel, con gái Johnny (Dustin Nguyễn) – người bạn cũ của anh. Ngay lập tức, Peter bay đến Sài Gòn để tìm Johnny.
Trước tin về cái chết của Angel, Johnny vô cùng đau đớn khiến anh càng thêm quyết tâm phải báo thù những kẻ đã sát hại con gái mình. Với sự giúp đỡ của Peter, Johnny đến Thái Lan bắt đầu cuộc truy sát những kẻ sát hại con gái anh. Từ những dấu vết mà Angel để lại, Johnny và Peter bắt đầu hành trình đầy nguy hiểm qua những phố đèn đỏ ở Bangkok - nơi nổi tiếng về công nghệ tình dục và lối sống trụy lạc của những thanh niên trẻ...

## Phân vai
- Dustin Nguyễn vai Johnny
- Sahajak Boonthanakit vai Peter
- Gary Daniels vai Sammy
- Bebe Phạm vai "má mì" ở Bangkok